# Val Hoyle

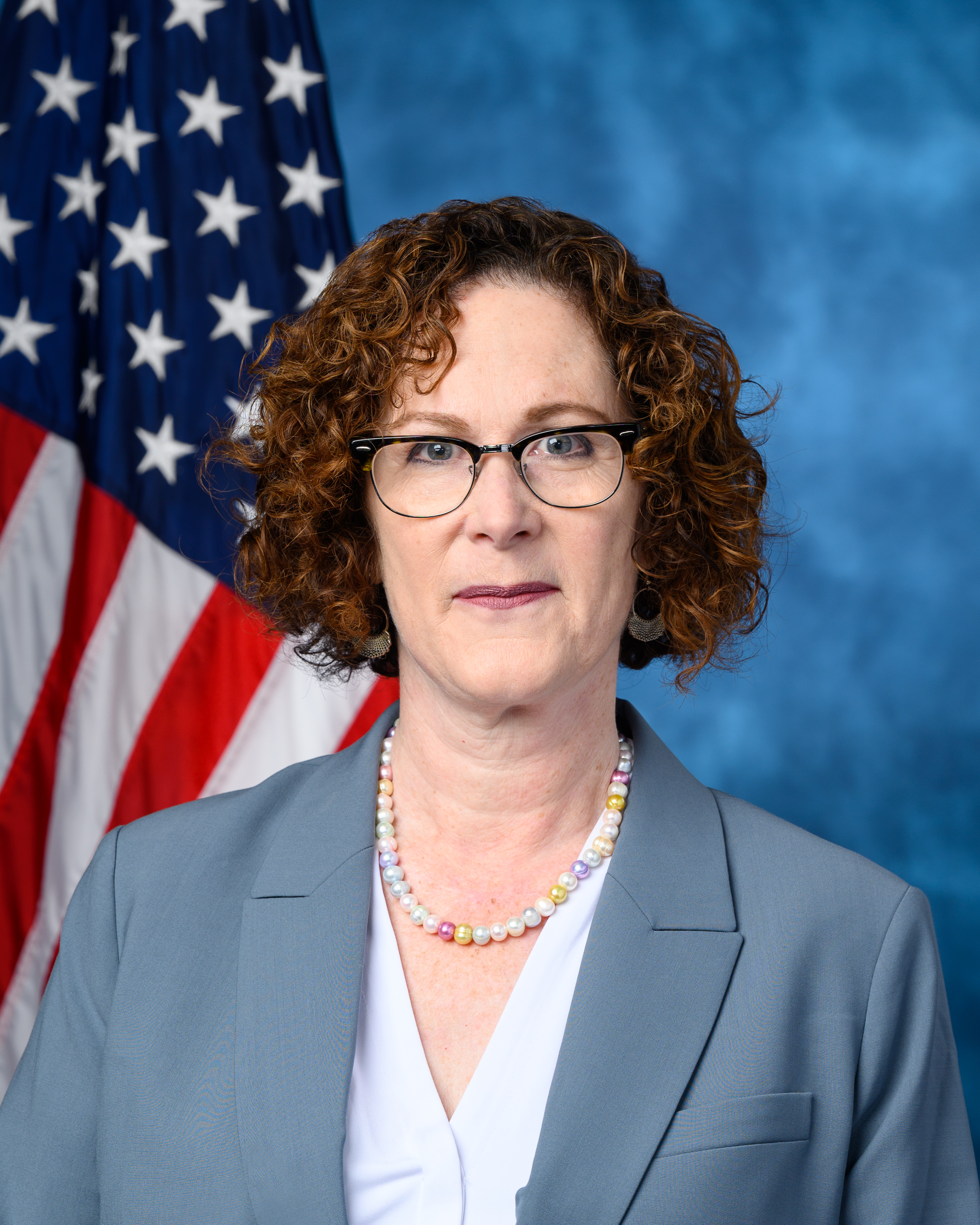
Val Hoyle (2023)

Valerie „Val“ Anne Hoyle (* 14. Februar 1964 in Fairfield, Kalifornien) ist eine US-amerikanische Politikerin der Demokratischen Partei. Seit Januar 2023 vertritt sie den 4. Distrikt des Bundesstaats Oregon im US-Repräsentantenhaus. Von 2009 bis 2017 war sie Mitglied des Repräsentantenhaus von Oregon.

## Leben
Hoyle wurde als Valerie Anne Toomey in der Travis Air Force Base als älteste Kind politisch aktiver Eltern geboren. Sie besuchte die Merrimack High School und das Bunker Hill Community College und erhielt 1992 einen Bachelor of Arts in Politikwissenschaften vom Emmanuel College. Nach ihrem Studium arbeitete sie als Kellnerin und Vertriebsmitarbeiterin. Später war sie research fellow beim Wayne Morse Center for Law and Politics der University of Oregon.
Hoyle ist mit Stephen Hoyle verheiratet und hat zwei Kinder.

## Politische Laufbahn
Hoyle folgte 2009 Chris Edwards, der Mitglied des Senats von Oregon geworden war, in das Repräsentantenhaus von Oregon und wurde 2010, 2012 und 2014 erfolgreich wiedergewählt. Von 2013 bis 2015 war sie Majority Leader. In der Wahl 2016 trat sie nicht mehr an, da sie in der Wahl zum Secretary of State von Oregon antrat und schon die demokratische Vorwahl verlor. Ihre Nachfolge trat Julie Fahey an. 2018 trat sie zur Wahl des Commissioner of Labor and Industries von Oregon an, gewann mit 52,5 % der Stimmen und übte das Amt von 2019 bis 2022 aus.
Hoyle kandidierte 2022 für den Posten der Vertreterin des 4. Distrikts von Oregon im Repräsentantenhaus der Vereinigten Staaten. Der langjährige Mandatsinhaber Peter DeFazio kandidierte nicht erneut. Nachdem sie sich mit 63,5 % der Stimmen und einem Vorsprung von fast 50 Prozentpunkten in der demokratischen Vorwahl durchgesetzt hatte, gewann sie mit 51 % der Stimmen gegen ihren republikanischen Gegenkandidat Alek Skarlatos. Sie wurde im Januar 2023 als Mitglied des Repräsentantenhauses des 118. Kongresses vereidigt. Nachdem der 4. Kongresswahlbezirk vor der Kongresswahl 2024 neu zugeschnitten worden war, kandidierte Hoyle in der Vorwahl zum 119. Kongress im von der Grenze zu Kalifornien sich entlang der Pazifikküste bis nördlichen von Lincoln City erstreckenden Wahlkreis ohne Gegenkandidaten. Sie gewann die Hauptwahl gegen die Republikanerin Monique DeSpain mit 51,8 %. Val Hoyles aktuelle Zweite Legislaturperiode im Repräsentantenhaus des 119. Kongresses dauert noch bis zum 3. Januar 2027.